# 645
645 (DCXLV) je bilo navadno leto, ki se je po julijanskem koledarju začelo na soboto.

## Dogodki
- centralizacija oblasti na Japonskem; začetek obdobja Nara (konec 784).

## Smrti
- Čelebi kan – vladar Vzhodnega turškega kaganata (* 583)